# Cooking Vinyl
Cooking Vinyl ist ein in London ansässiges englisches Musiklabel. Es war ursprünglich vor allem auf Folk-Bands spezialisiert, hat mit der Zeit aber das musikalische Spektrum massiv erweitert. So wurden auch Tonträger aus den Bereichen Elektronische Musik (Asian Dub Foundation), Metalcore (All That Remains) oder Rockmusik (u. a. Marilyn Manson) zugänglich gemacht.

## Geschichte
Die Gründung erfolgte 1986 durch Martin Goldschmidt und Pete Lawrence in Stockwell. Als erste Veröffentlichung erschien im gleichen Jahr The Texas Campfire Tapes von Michelle Shocked, von dem weltweit ca. 150.000 Einheiten angesetzt wurden. Lawrence veräußerte 1989 seine Anteile an Goldschmidt, als das Unternehmen kurz vor der Insolvenz stand.
Anschließend dauerte es fünf Jahre, bis Goldschmidt bzw. Cooking Vinyl alle Schulden abbezahlt hatte. In den Folgejahren eröffnete das Label in Australien, Deutschland und Frankreich Full-Service-Outlets, die Marken und Künstlern strategisches Marketing und kreative Marketingdienstleistungen anbieten. Zuletzt erfolgte 2016 die Eröffnung von Cooking Vinyl USA.
Im Jahr 2015 veröffentlichte Cooking Vinyl The Day Is My Enemy von The Prodigy, welches Platz 1 der britischen Charts erreichte und auch mit Gold ausgezeichnet wurde.
Neben Erstveröffentlichungen gehören auch Wiederveröffentlichungen wie z. B. TRB2 (1994, ursprünglich 1979) von der Tom Robinson Band oder das Debütalbum von The Bongos (2011, ursprünglich 1982) zum Repertoire.

## Veröffentlichungen (Auswahl)
- ’68 – Two Parts Viper (2017)
- Adam Cohen – Like a Man (2011)
- Against Me! – Shape Shift with Me (2016)
- Alex Chilton – Like Flies on Sherbert (1996)
- Alison Moyet – The Minutes (2013)
- All That Remains – The Order of Things (2015)
- Asian Dub Foundation – The History of Now (2011)
- Babymetal – The Other One (2023)
- Bert Jansch – When the Circus Comes to Town (1995)
- Bhundu Boys – Friends on the Road (1993)
- Billy Bragg – William Bloke (1996)
- Bruce Cockburn – Live (1990)
- Counting Crows – Echoes of the Outlaw Roadshow (2013)
- Cowboy Junkies – Open (2001)
- Die Goldenen Zitronen – Dead School Hamburg (Give Me a Vollzeitarbeit) (1998)
- Dropkick Murphys – Live on Lansdowne, Boston MA (2010)
- Hayseed Dixie – A Hot Piece of Grass (2006)
- Marilyn Manson – Born Villain (2012)
- Michelle Shocked – The Texas Campfire Tapes (1986)
- Oysterband – Love Vigilantes (1989)
- Rev Hammer – Industrial Sound and Magic (1992)
- The Prodigy – The Day Is My Enemy (2015)
- T. V. Smith – March of the Giants (1992)
- Tom Robinson Band – TRB2 (1994)